# Chef !
Pour plus de détails, voir Fiche technique et Distribution.
Chef ! est un film camerounais réalisé par Jean-Marie Teno, sorti en 1999.

## Synopsis
Au moins de décembre 1997, Jean-Marie Teno témoigne de plusieurs événements ayant eu lieu au Cameroun : le lynchage d'un jeune garçon dans son village natal, un mariage et l'emprisonnement d'un journaliste ayant publié un article sur la santé du président. Il évoque ainsi la dérive de l'autorité dans son pays.

## Fiche technique
- Titre : Chef !
- Réalisation : Jean-Marie Teno
- Scénario : Jean-Marie Teno
- Musique : Brice Wassy
- Photographie : Jean-Marie Teno
- Montage : Christiane Badgley
- Production : Jean-Marie Teno
- Pays de production :  Cameroun et  France
- Genre : documentaire
- Durée : 61 minutes
- Dates de sortie : 
  - Canada : 12 septembre 1999 (festival international du film de Toronto)
  - France : 30 août 2000